# 庞祖
庞祖（法語：Panzoult，法語發音：[pɑ̃zu]）是法国安德尔-卢瓦尔省的一个市镇，位于该省西部偏南，属于希农区。

## 地理
庞祖（47°8'46"N, 0°24'4"E）面积34.61 平方千米，位于法国中央-卢瓦尔河谷大区安德尔-卢瓦尔省，该省份为法国中西部省份，北起萨尔特省、东北接卢瓦-谢尔省，东南接安德尔省，南至维埃纳省，西临曼恩-卢瓦尔省。
与庞祖接壤的市镇（或旧市镇、城区）包括：阿翁莱罗什、谢耶、克拉旺莱科托、克鲁济耶、利勒布沙尔、里瓦雷讷、萨济伊、塔旺。

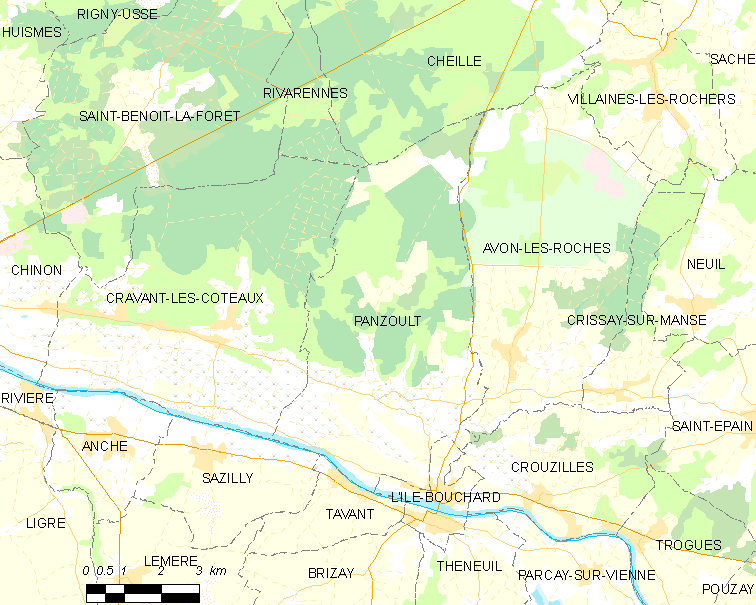
庞祖的OSM定位图

庞祖的时区为UTC+01:00、UTC+02:00（夏令时）。

## 行政
庞祖的邮政编码为37220，INSEE市镇编码为37178。

## 政治
庞祖所属的省级选区为图赖讷地区圣莫尔县。

## 人口

1962-2008年间庞祖人口变化图示

庞祖于2022年1月1日时的人口数量为599人。